# Haruki Uemura
Haruki Uemura (jap. 上村 春樹 Uemura Haruki; ur. 14 lutego 1951 w Uki) – japoński judoka. Złoty medalista olimpijski z Montrealu 1976, w kategorii open.
Mistrz świata w 1975; drugi w 1973. Wygrał akademickie MŚ w 1972 roku.

## Letnie Igrzyska Olimpijskie 1976
| Konkurencja | Eliminacje           | Eliminacje             | Finały                     | Finały               | Klas. końcowa |
| Konkurencja | Przeciwnik I         | Przeciwnik II          | Półfinał                   | Finał                | Miejsce       |
| ----------- | -------------------- | ---------------------- | -------------------------- | -------------------- | ------------- |
| open        | Pak Jong-gil (PRK) Z | Jean-Luc Rougé (FRA) Z | Szota Czocziszwili (USR) Z | Keith Remfry (GBR) Z | 1.            |